# 何朝建
何朝建（1966年5月—），男，壮族，广西田阳人，中华人民共和国政治人物。1998年3月加入中国共产党，1990年7月参加工作。现任中共来宾市委书记。

## 生平
何朝建早年就读于清华大学土木系，毕业後回到家乡百色地区，先后担任百色地区建筑设计院副院长、地区建设局副局长，同时兼任百色起义纪念馆建设组组长，1999年升任百色地区建设局局长，随即于2002年再度升任新成立的百色市人民政府副市长。以后历任钦州市副市长、广西壮族自治区人民政府副秘书长等职。2013年2月出任中共防城港市委副书记、市长。
2017年，他回到南宁，出任广西壮族自治区民宗委主任，2019年转任广西壮族自治区市场监督管理局党组书记，2021年，他接替农生文出任中共来宾市委书记，并于翌年当选为中共二十大代表。